# Family Portrait (Modern Family)
«Family Portrait» es el vigésimo cuarto episodio y final de la primera temporada de la serie de televisión de comedia estadounidense Modern Family. Se emitió originalmente en ABC el 19 de mayo de 2010. El episodio fue escrito por Ilana Wernick y dirigido por Jason Winer. 
En el episodio, Claire se esfuerza por hacer un nuevo retrato familiar. Gloria y Manny van con Phil y Alex a un partido de los Lakers y comparten un momento incómodo en el jumbotrón. Cameron consigue un trabajo como cantante de bodas mientras Mitchell se encarga de Lily y lucha con una paloma que entró en la casa. Luke entrevista a Jay para un proyecto escolar. Después de muchos percances, la familia apenas llega a tiempo para el retrato, pero el perfeccionismo de Claire se mete con Jay, que comienza una pelea de barro. El retrato no es tan perfecto como Claire lo imaginaba, pero admite que le encanta el resultado.
«Family Portrait» se convirtió en el segundo espectáculo mejor valorado en la historia del programa y recibió críticas positivas de los críticos, con muchos elogiando la escena en la que Mitchell intenta matar a la paloma mientras Cameron canta la canción «Ave Maria».
La fotografía de las tres familias tomada en este episodio se pudo ver colgada en las paredes de las casas de las tres familias durante el resto de la serie. El final de la serie concluyó con una toma del retrato seguido de un desvanecimiento a negro.

## Argumento
Los planes perfectos de Claire (Julie Bowen) para un hermoso retrato familiar se ven desbaratados por varios contratiempos.
Phil (Ty Burrell) lleva a Alex (Ariel Winter) a un partido de los Lakers con Gloria (Sofia Vergara) y Manny (Rico Rodriguez). Durante el juego, Claire y Haley (Sarah Hyland) ven a Phil en baloncesto en la televisión. Claire lo llama, pero Phill ocupado del baloncesto y lo rechazar la llamada. Phil y Gloria aparecen en la «cámara de besos», y cuando inicialmente no se besan, la multitud abuchea, lo que hace que Gloria le plante uno a Phil. Luego, Alex recibe un mensaje que dice que Claire estaba enojada con Phil después de verlo en la televisión. Aunque, Claire no vio el beso se ve ocupada al trabajo por el arreglo del escalón roto, Phil ahora cree que sí.
Una paloma entra en la casa de Mitchell (Jesse Tyler Ferguson) y Cameron (Eric Stonestreet), y Mitchell lucha por sacarla. Como resultado, destruye la casa. Cameron consigue un trabajo como cantante de la boda y Luke (Nolan Gould) entrevista a Jay (Ed O'Neill) para un proyecto escolar. Luke encuentra aburridas las historias de Jay, por lo que Jay inventa otras mucho más emocionantes. A Haley le sale un grano e intenta que su madre posponga el retrato, algo con lo que Claire no está de acuerdo.
Mientras tanto, Claire lucha contra escalón roto de los Dunphy para arreglarla y que todo sea perfecto para el retrato. Ella con el martillo y terminar sacado la sesión de fotos, por lo que llama a Mitchell para pedirle que filme en su casa. Sin embargo, después de su batalla con la paloma, la casa está en las peores condiciones para una sesión de fotos, por lo que él le dice que lo que le pide es imposible.
Aun así, Claire consigue que toda la familia esté perfectamente vestida y apenas a tiempo para la foto. Sin embargo, surgen varios enojos, que Claire descubre que Gloria se besó con Phil durante en baloncesto y Cameron enoja que Mitchel que destruyó la casa por la paloma. El perfeccionismo de Claire finalmente llega a Jay y él comienza una pelea de barro, ensucia con el lodo a las ropas blancas de toda la familia. Esto relaja a todos y, en lugar del retrato perfecto, la familia toma la foto que la familia pose  diferentes para la foto. Más tarde, mientras cuelga el cuadro enmarcado, Claire dice que ama el resultado más que cualquier retrato familiar perfectamente posado.

## Producción
El episodio fue escrito por Ilana Wenick y dirigido por Jason Winer.
El episodio también está protagonizado por Kobe Bryant como él mismo en un breve cameo y a Sean Smith como el fotógrafo. Pau Gasol y Luke Walton protagonizaron el episodio, pero sus partes fueron cortadas del episodio. Esto fue revelado por el representante de ABC, Yani Chang, por correo electrónico.El episodio también se incluye en el DVD, el episodio también tendrá un «Making of» para DVD de la primera temporada.